# Hoplitis laminifera
Hoplitis laminifera là một loài Hymenoptera trong họ Megachilidae. Loài này được Popov mô tả khoa học năm 1960.